# Mưa nhân tạo
Mưa nhân tạo là một loại mưa được các nhà khoa học Hoa Kỳ chế tạo vào năm 1946. Việt Nam đã làm mưa nhân tạo vào năm 1959.

## Lịch sử
Người đầu tiên chế tạo ra mưa nhân tạo là nhà hóa học Vincent Schaefer. Ông đã tạo ra mưa nhân tạo vào năm 1946 bằng cách đưa một lượng nhỏ cacbon dioxide vào các đám mây. Kết quả là xảy ra trận mưa tuyết ở Schenectady, ngoại ô New York, Hoa Kỳ.
Còn tại Việt Nam, các nhà khoa học từ lâu đã nghiên cứu mưa nhân tạo nhưng việc ứng dụng nó thì rất khó, bởi chi phí cao, công nghệ phức tạp và cần nhiều ngành tham gia.
Dù vậy, Việt Nam đã có mưa nhân tạo vào năm 1959 nhờ sự hơp tác với các nhà khoa học Trung Quốc. Để làm mưa nhân tạo ở nước này vào thời điểm đó, các nhà khoa học đã phải dùng máy bay rắc muối bột vào các đám mây.
Năm 2001, Việt Nam có hợp tác với Nga để làm mưa nhân tạo. Nhưng do dự án không được duyệt, nên dự án hợp tác với Nga cũng bị ngưng lại.

## Chế tạo
Điều kiện để có mưa là phải có mây. Nếu không có mây thì phải tạo ra (mây nhân tạo). Trên lý thuyết, để làm mây nhân tạo phải đưa máy bay hay tên lửa phun hoặc bắn các hóa chất kích thích không khí đi lên tạo thành mây. Hóa chất này là CaCl2, CaC2 và CaO, hợp chất muối, ure và anlonium nitrat. Đến giai đoạn tích lũy, số lượng hạt nhân ngưng kết và mật độ hạt mat tăng lên trong những đám mây.Trong giai đoạn cuối, máy bay phun vào các khối mây các loại hóa chất chậm đông iod bạc (AgI) và băng khô (CO2 đóng băng). Chúng gây mất cân bằng và tạo ra nước. Khi kích thước lớn, nó sẽ rơi xuống mặt đất.